# ぎょしゃ座
ぎょしゃ座（ぎょしゃざ、馭者座、Auriga）は、北天の星座でトレミーの48星座の1つ。
α星は、全天21の1等星の1つであり、カペラと呼ばれる。

## 主な天体

### 恒星
1等星のα星（カペラ）以外に、2等星が1つ（β星）ある。
以下の恒星には、国際天文学連合によって正式に固有名が定められている。
- α星：カペラ (Capella) は、ぎょしゃ座で最も明るい恒星で、全天21の1等星の1つ[2]。この星は、神話のヤギ、アマルテイアに関係している。ζ星、η星は、その子供とされる[3]。
- β星：メンカリナン[4] (Menkalinan) は、ぎょしゃ座で2番目に明るい恒星で、2等星[5]。
- ε星：アル・マーズ (Almaaz) は、最も変わった種類の連星である。変光周期は27.1年で、約2年間食が続く。肉眼で見えるほうの恒星は黄色を帯びたF型の輝巨星または巨星である。伴星のタイプは不明である。
- ζ星：食変光星で、変光周期970日。主星AはK型の赤色超巨星、伴星BはB型の主系列星である。主星AにはSaclateniという固有名が付けられている。
- η星：固有名はハエドゥス[4] (Haedus) 。
- θ星：固有名はMahasim。
- ι星：固有名はHassaleh。
- HD 45350：国際天文学連合の100周年記念行事「IAU100 NameExoworlds」でルクセンブルクに命名権が与えられ、主星はLucilinburhuc、太陽系外惑星はPeitrussと命名された[6]。
- HD 49674：国際天文学連合の100周年記念行事「IAU100 NameExoworlds」でベルギーに命名権が与えられ、主星はNervia、太陽系外惑星はEburoniaと命名された[6]。
- HAT-P-9：国際天文学連合の100周年記念行事「IAU100 NameExoworlds」でイスラエルに命名権が与えられ、主星はTevel、太陽系外惑星はAlefと命名された[6]。

その他、以下の恒星が知られている。
- Z星：SRD型の半規則型変光星。
- AG星：SRD型の半規則型変光星。
- NO星：LC型の脈動変光星。

ぎょしゃ座には、カペラ、β星、ε星、ζ星、等の連星がある。ε星とζ星は、それぞれ連星進化の非常に珍しい段階にある。

### 星団・星雲・銀河
- M36：散開星団。
- M37：散開星団。
- M38：散開星団。

## 由来と歴史
もともと馭者と山羊は別々の星座であったが、トレミーによって一つの星座とされた。そのため、馭者と山羊を結びつける神話は存在しない。
一説にはこの星座は Rukubi（戦車）としてバビロニアの時代にさかのぼる可能性があるとされる。

中国ではぎょしゃ座の4つの星とおうし座β星を結んだ五角形に注目し、「五車」と呼ばれた。日本でも同様の見方から「五角星」と呼ばれる。

## 神話
この馭者が何者であるかについて、ギリシア神話に複数の伝承が伝えられている。
もっとも有名なのは、ギリシア神話の鍛冶神ヘーパイストスが女神アテーナーに欲情して、大地にこぼした精液から生まれた息子であるアテナイ王エリクトニオスとするものである。アテーナーに育てられた彼は、馬を飼い馴らす方法を彼女から学び、ヘーリオスを思わせる巧みな手綱さばきで4頭立ての戦車を操ったとされる。そして、これを称賛したゼウスにより天に上げられ星座となったとされた。
別の伝承では、ヘルメースの息子ミュルティロスであるとする。ミュルティロスはピサの王オイノマオスの馭者であったが、タンタロスの息子ペロプスとオイノマオスの娘ヒッポダメイアに唆され、オイノマオスの馬車に仕掛けをしてオイノマオスを死に至らしめた。その後ミュルティロスはペロプスに海に蹴落とされて溺れ死んだ。その死を悲しんだヘルメースによって、ミュルティロスは空に上げられ、ぎょしゃ座になったとされる。
また、テーセウスの息子ヒッポリュトスとする伝承もある。ヒッポリュトスは継母パイドラーに求愛されたがそれを拒絶した。絶望したパイドラーはテーセウスに彼を讒訴して自殺し、彼女の讒訴を信じたテーセウスは無実の息子をアテーナイから追放してしまった。さらに、テーセウスの呪いによってヒッポリュトスは戦車から落ちて巻き込まれて死んだ。後にヒッポリュトスはアスクレーピオスの手により生き返ったが、これはゼウスがアスクレーピオスを雷で撃ち殺す遠因となった。
アラートスによると、星図で左手に抱えている山羊は、クロノスから逃れてクレタ島のイディ山に隠れていた幼少時のゼウスに乳を与えて育てた山羊アマルテイアであるとされる。エラトステネースもムーサイオスの伝えとして同じ山羊であると説明しているが、こちらではアマルテイアとはその山羊を所有する女神（ニュンペー）の名とされ、山羊自身には名前がない。

## 画像

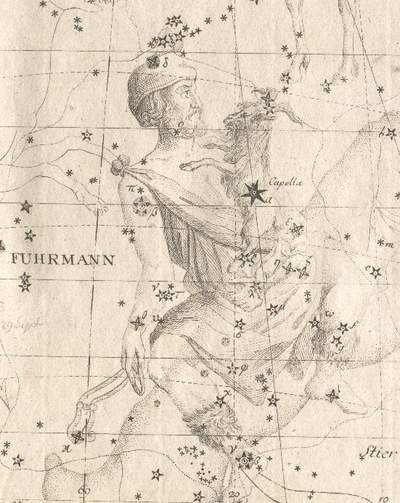
ぎょしゃ座の星図